# Neopsylla mana
Neopsylla mana är en loppart som beskrevs av Wagner 1927. Neopsylla mana ingår i släktet Neopsylla och familjen mullvadsloppor. Inga underarter finns listade i Catalogue of Life.